# William J. Rutter

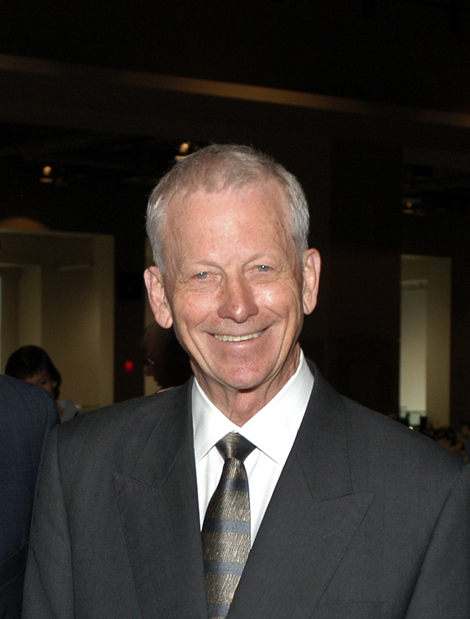
William J Rutter (2003)

William J. Rutter, auch Bill Rutter (* 28. August 1928 in Malad City, Idaho; † 11. Juli 2025), war ein US-amerikanischer Biochemiker, Molekularbiologe und Biotechnologie-Unternehmer. Er machte sich um die Entwicklung der Abteilung für Biochemie an der University of California, San Francisco zu einem der Kristallisationspunkte des Biotechnologie-Clusters in Kalifornien verdient.

## Leben
Rutter erwarb 1949 an der Harvard University einen Bachelor in Biochemie, 1950 an der University of Utah einen Master und 1952 an der University of Illinois einen Ph.D. ebenfalls in Biochemie, mit einer Arbeit über Galaktosämie. Seine Dissertationsarbeit hatte den Titel Some Aspects of Lactose Metabolism. Als Postdoktorand arbeitete er bei Henry Lardy an der University of Wisconsin–Madison und bei Hugo Theorell am Karolinska-Institut zur Aldolase.
1955 erhielt Rutter eine Professur für Chemie an der University of Illinois, 1963 für Biochemie und Genetik an der University of Washington. Rutter war ab 1969 Professor für Biochemie und Biophysik an der University of California, San Francisco (UCSF) und 1981 Mitgründer und Chairman der Chiron Corporation. 1982 legte er seine Professur nieder, um mögliche Interessenkonflikte zu vermeiden. Von 1983 bis 1989 leitete er in Nachfolge von Cho Hao Li das Hormone Research Institute der UCSF, danach blieb er dort als Forschungsgruppenleiter. 1994 verließ er die Universität ganz.
Chiron entwickelte den ersten rekombinanten Impfstoff gegen Hepatitis B, sequenzierte als erste das Genom des HI-Virus, entdeckte das Hepatitis-C-Virus und klonte und sequenzierte es. Chiron entwickelte außerdem quantitative Tests zur Bestimmung der Viruslast bei diesen Viren. 1995 erwarb Ciba-Geigy 49 % von Chiron, 2005 erwarb dessen Nachfolger Novartis Chiron vollständig. Bis 2003 gehörte Rutter zum Aufsichtsrat von Chiron.
1999 gründete Rutter Synergenics, LLC, ein Konsortium zur Unterstützung mehrerer Start-up-Unternehmen in der Biotechnologie.

## Auszeichnungen (Auswahl)
- 1962: Guggenheim Fellow[3]
- 1963: Ehrendoktorat der University of Illinois
- 1968: Pfizer Award in Enzyme Chemistry[4]
- 1976: Präsident der Society for Developmental Biology[5]
- 1984: Mitglied der National Academy of Sciences[6]
- 1987: Mitglied der American Academy of Arts and Sciences[7]
- 1996: Heinz Award for Technology, the Economy and Employment[8]
- 1996: Ehrendoktorat der Eötvös-Loránd-Universität
- 1999: Gabbay Award[9]
- 2000: Bower Award for Business Leadership[10]
- 2003: Biotechnology Heritage Award[11][12]